# Конестога (Пенсилванија)
Конестога (енгл. Conestoga) насељено је место без административног статуса у америчкој савезној држави Пенсилванија.

## Демографија
По попису из 2010. године број становника је 1.258.
| Група             | 2000.    | 2010.         |
| Белци             | 0 (0,0%) | 1.207 (95,9%) |
| Афроамериканци    | 0 (0,0%) | 4 (0,3%)      |
| Азијати           | 0 (0,0%) | 15 (1,2%)     |
| Хиспаноамериканци | 0 (0,0%) | 21 (1,7%)     |
| Укупно            | 0        | 1.258         |